# (4206) Verulamium
(4206) Verulamium es un asteroide perteneciente al cinturón de asteroides, descubierto el 25 de agosto de 1986 por Henri Debehogne desde el Observatorio de La Silla, Chile.

## Designación y nombre
Designado provisionalmente como 1986 QL. Fue nombrado Verulamium en homenaje a la ciudad romana de Verulamium situada cerca de la actual ciudad británica de St Albans.